# Географический язык
Географический язык (десквамативный глоссит, доброкачественный мигрирующий глоссит, эксфолиативный глоссит) — состояние слизистой оболочки языка, которое представляет собой воспалительно-дистрофическое заболевание слизистой оболочки языка. Это состояние характеризуется появлением участков десквамации (шелушения) эпителия, которые создают на поверхности языка узор, напоминающий географическую карту.

## Описание
Одним из самых характерных признаков географического языка являются специфические образования на поверхности языка, которые могут напоминать карту или географический рельеф. Эти образования называются язычковыми образованиями или лоскутными языками. Они представляют собой участки слизистой оболочки, которые отслаиваются и оставляют язык с "островами" здоровой ткани между ними. Цвет и размер язычковых образований могут изменяться, и они могут быть болезненными.Слизистая оболочка языка при географическом языке может изменять свой цвет и текстуру. Она может стать более яркой или побледнеть, а также стать более гладкой или, наоборот, более шершавой. Эти изменения внешнего вида могут быть неприятными для пациента и сразу бросаются в глаза. Также бывают: красные пятна неправильной формы, белесый ободок по краям очагов, изменение рисунка каждые 2-3 дня.

## Симптомы
В здоровом состоянии дорсальная поверхность языка покрыта ворсинками, называемыми сосочками языка (некоторые из них связаны с вкусовыми рецепторами), которые придают языку неровную текстуру и бело-розовый цвет. Для географического языка характерны участки атрофии и депапиляции (потери сосочков), в результате чего поверхность становится эритематозной (более тёмно-красной) и гладкой по сравнению с неповреждёнными участками. Области, лишённые волос, обычно хорошо очерчены и окаймлены слегка приподнятой белой, жёлтой или серой серпигинозной (извилистой) периферической зоной. Поражение при географическом языке может начинаться с белого пятна ещё до появления облысения.  В некоторых случаях может быть только одно поражение, но это редкость;  поражения обычно возникают в нескольких местах на языке и со временем сливаются, образуя типичную картину, похожую на карту. Поражения обычно меняют форму и размер и перемещаются в другие области, иногда в течение нескольких часов. Заболевание может поражать только часть языка, чаще всего кончик и боковые стороны языка,  или всю его дорсальную поверхность. Заболевание проходит через периоды ремиссии и рецидива. Считается, что потеря белой периферической зоны означает периоды заживления слизистой оболочки.

Обычно нет никаких симптомов, кроме необычного внешнего вида языка, но в некоторых случаях люди могут испытывать боль или жжение, например, при употреблении горячей, кислой, острой или другой пищи (например, сыра, помидоров, фруктов).  Если присутствует симптом жжения, рассматриваются другие причины ощущения жжения на языке, такие как кандидоз полости рта.

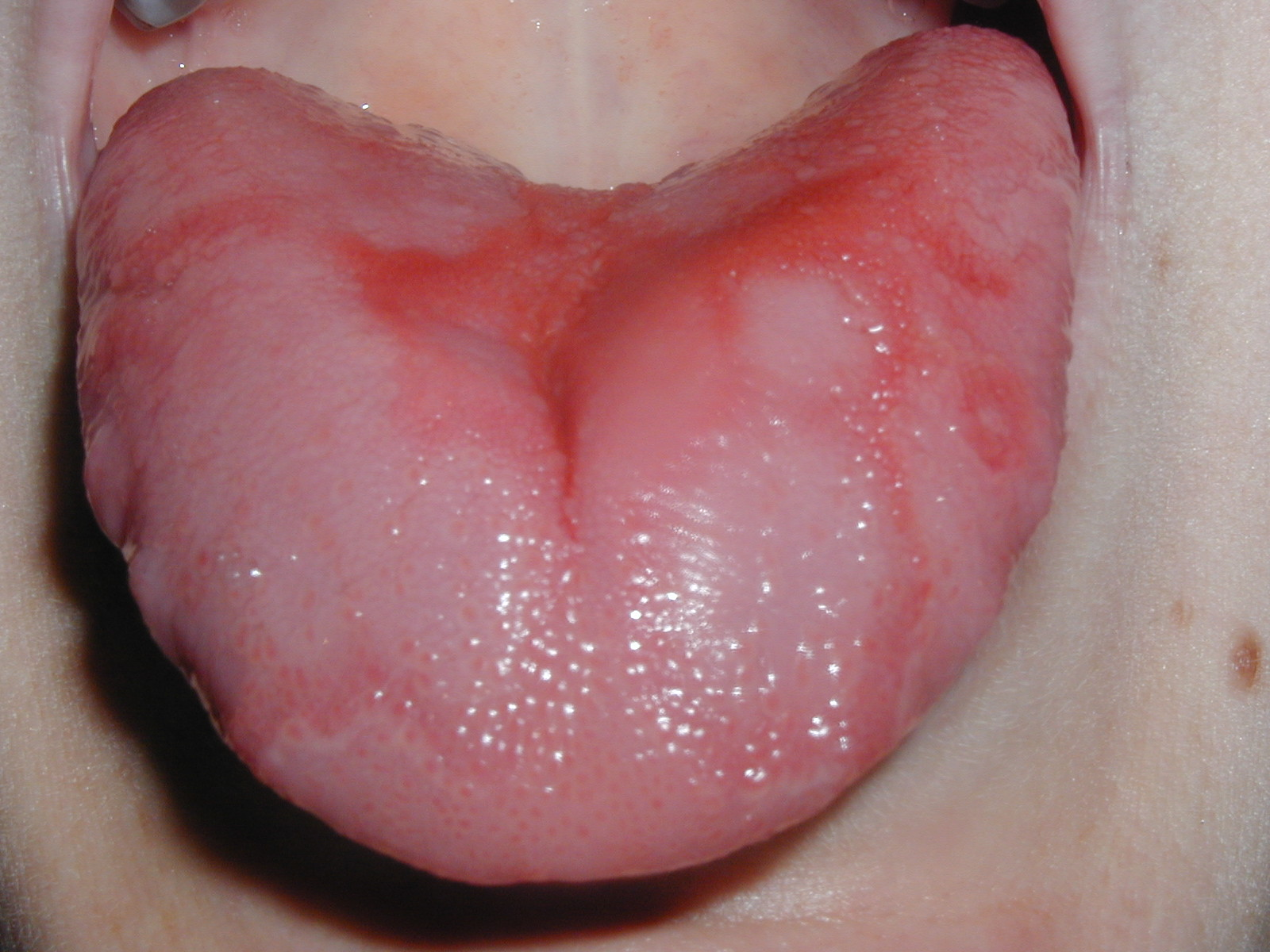
Типичный сильный контраст между белой и красной зоной

## Причины возникновения
Причины появления географического языка недостаточно изучены, но отмечена связь с инфекционными заболеваниями, глистные инвазии, гипосаливация, аллергией, псориаз, болезнями органов желудочно-кишечного тракта, печени, поджелудочной железы, эндокринными нарушениями (возникает у женщин в менопаузе), нарушениями обмена веществ и трофические нарушения, аутоиммунными заболеваниями и также могут быть врожденным, генетически обусловленным состоянием. Предполагают недостаток различных витаминов. На развитие заболевания влияет состав микрофлоры полости рта, наличие во рту металлоконструкций, используемых при протезировании и частые механические, термические и химические повреждения слизистой оболочки языка. Может возникнуть на фоне гриппа, скарлатины, брюшного тифа, а также гастрита, гастродуоденита, язвенной болезни желудка и двенадцатиперстной кишки, синдрома сниженного всасывания питательных веществ в кишечнике, эмоционального стресса.

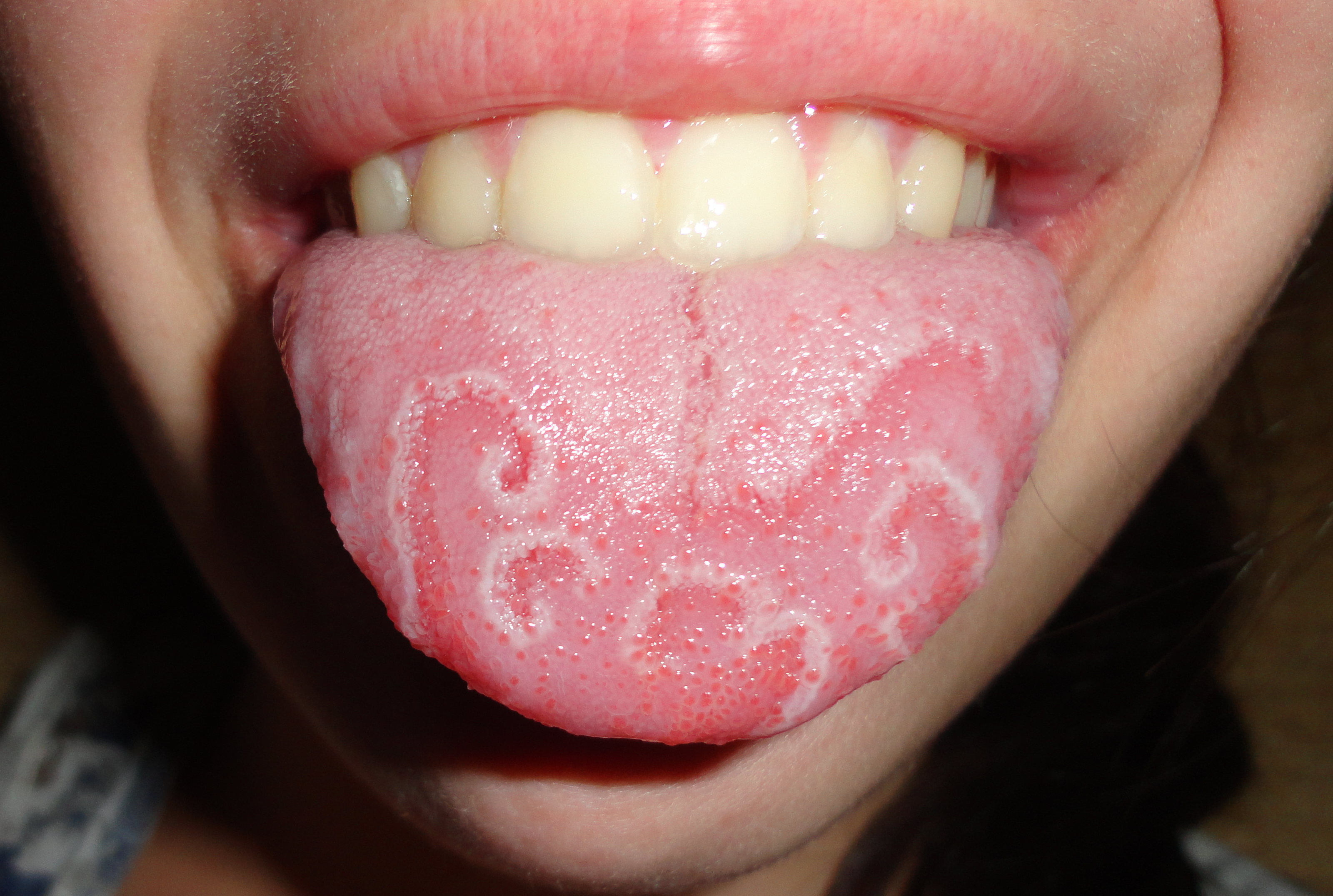
Внешний вид географического языка. Также может иметь не только форму большого пятна, но и иметь форму волн.

## Факторы риска
Некоторые сообщения в медицинской литературе указывают на то, что географический язык затрагивает женщин чуть чаще (возможно даже в 2 раза), чем мужчин. Может произойти в детстве, во время прорезывания зубов, экссудативно-катарального диатеза или в период полового созревания и в пожилом возрасте. По оценкам, может встречаться у 1-2,5% населения.

## Распространение
Географический язык не заразен. Нет данных, что заболевание передается каким-либо образом.